# Mycosphaerella pseudoseptorioides
Mycosphaerella pseudoseptorioides är en svampart som beskrevs av Tomilin 1979. Mycosphaerella pseudoseptorioides ingår i släktet Mycosphaerella och familjen Mycosphaerellaceae.   Inga underarter finns listade i Catalogue of Life.